# 常本照樹
常本 照樹（つねもと てるき、1955年（昭和30年）10月9日 - ）は、日本の法学者。専門は憲法。北海道大学名誉教授。札幌大学特別客員教授。財団法人アイヌ文化振興・研究推進機構理事長。 法学博士（北海道大学・1983年）。違憲審査制・立法過程論・先住民族の権利・アメリカ憲法を中心に研究。北海道岩見沢市出身。

## 略歴
- 1974年（昭和49年）3月 北海道札幌北高等学校卒業
- 1978年（昭和53年）3月 北海道大学法学部卒業
- 1980年（昭和55年）3月 北海道大学大学院法学研究科公法専攻修士課程修了
- 1983年（昭和58年）3月 北海道大学大学院法学研究科公法専攻博士課程修了。法学博士
- 1983年（昭和58年）4月 北海道教育大学札幌分校教育学部助手
- 1984年（昭和59年）10月 北海道教育大学札幌分校教育学部講師
- 1986年（昭和61年）10月 北海道教育大学札幌分校教育学部助教授
- 1990年（平成2年） カリフォルニア大学バークレー校ロースクールにて在外研究（1991年（平成3年）まで）
- 1993年（平成5年）4月 北海道大学法学部教授
- 1998年（平成10年） ハーバード・イェンチン研究所にて在外研究（1999年（平成11年）まで）
- 2000年（平成12年）4月 北海道大学大学院法学研究科教授
- 2006年（平成18年）12月 北海道大学大学院法学研究科副研究科長・副法学部長（2008年（平成20年）12月まで）
- 2007年（平成19年）4月 北海道大学アイヌ・先住民研究センター長（初代 2009年（平成21年）3月まで）
- 2008年（平成20年）12月 北海道大学大学院法学研究科長・法学部長（2010年（平成22年）12月まで）
- 2020年（令和2年）4月　北海道大学名誉教授　札幌大学地域共創学群教授
- 2021年（令和3年）4月　札幌大学大学院地域・文化学研究科研究科特別客員教授[4]

## 社会的活動
- 「（仮称）札幌市防犯カメラの設置及び運用に関するルール」策定検討委員会委員長
- アイヌ有識者懇委員
- 2020年財団法人アイヌ文化振興・研究推進機構理事長[5]。

## 著作

### 単著
- 『アイヌ民族をめぐる法の変遷　旧土人保護法から「アイヌ文化振興法」へ』さっぽろ自由学校「遊」〈自由学校「遊」ブックレット 4〉、2000年3月。ISBN 4-901194-14-3。

### 共著・編著・共編著
- 中村睦男共著『憲法裁判50年』悠々社、1997年3月。ISBN 4-946406-45-X。
- 中村睦男ほか共編著『教材憲法判例』（第4版増補版）北海道大学図書刊行会、2008年4月。ISBN 4-8329-2516-4。
- 安念潤司、津村政孝共著『法学ナビゲーション』（第2版）有斐閣〈有斐閣アルマ Interest〉、2001年7月。ISBN 4-641-12123-0。
- 高見勝利、岡田信弘共編著 編『日本国憲法解釈の再検討』有斐閣、2004年6月。ISBN 4-641-12948-7。
- 初宿正典ほか共編著 編『目で見る憲法』有斐閣、2007年4月。ISBN 978-4-641-13023-4。

### 翻訳
- M・L・ベネディクト『アメリカ憲法史』北海道大学図書刊行会、1994年5月。ISBN 4-8329-3201-2。

## 門下生
- 小倉一志 - 小樽商科大学准教授。元札幌大学准教授。
- 落合研一 - 北海道大学アイヌ・先住民研究センター准教授。
- 鄭明政- 台湾国立勤益科技大学准教授。日本研究センター長。